# ACSL
株式会社ACSL（エーシーエスエル）は、東京都江戸川区に本社を置く日本のドローン専業メーカー。

## 概要
千葉大学野波健蔵研究室から生まれた大学発ベンチャーで2013年11月に設立。ドローン専業メーカーでは国内唯一の上場企業であり、独自開発の自律制御システムを用いた産業用ドローンの開発・製造・販売を行っている。
また、他社と共同開発やドローン宅配便の実証実験なども行っている。

## 沿革
- 2013年11月 - 株式会社自律制御システム研究所として設立[2]。
- 2016年3月 - 楽天株式会社およびUTEC3号投資事業有限責任組合に第三者割当増資を実施[2]。
- 2017年12月 - 未来創生投資事業有限責任組合に第三者割当増資を実施[2]。
- 2018年
  - 1月 - iGlobe Platinum Fund II Pte. Ltd、みずほ成長支援第2号投資事業有限責任組合、千葉道場ドローン部1号投資事業有限責任組合に第三者割当増資を実施[2]。
  - 12月 - 東証マザーズに株式を上場[2]。
- 2019年8月 - 米国のオートモダリティ社に出資[7]。
- 2020年6月 - 千葉県千葉市にあった本店を現在地に移転し、開発・製造拠点を統合[2][8]。
- 2021年6月 - 商号を株式会社ACSLへ変更[9]。